# This Is Radio Clash
Singles de The Clash
The Magnificent Seven
(1981) Know Your Rights
(1982)
This Is Radio Clash est une chanson du groupe de punk rock britannique The Clash. Le single est publié en 1981 en format 45 tours (7 pouces), mais également au format maxi 45 tours (12 pouces) et sur cassette avec des pistes supplémentaires. La première représentation publique de la chanson a lieu dans l'émission Tomorrow de Tom Snyder le 5 juin 1981.
La chanson ne figure sur aucun des albums studio originaux des Clash, mais est incluse plus tard dans les compilations The Story of the Clash, Volume 1, Clash on Broadway, The Singles (1991), Singles Box, The Singles (2007) et Sound System.

## Contexte
Le groupe, de plus en plus influencé par les nouveaux sons entendus à New York, s'appuie sur ses racines punk et intègre des éléments empruntés au hip-hop et divers styles musicaux des Caraïbes comme le toast jamaïcain pour forger un son nouveau. Cette tonalité est en partie due à un jeune ingénieur du son new-yorkais des studios Electric Lady nommé Joe Blaney, dont c'est ici le premier travail de production. Celui-ci est réalisé en juillet 1981 avec le groupe, juste après leur  résidence légendaire au Bond à Times Square, où ils ont une programmation variée en première partie de leurs concerts : Grandmaster Flash and the Furious Five, Treacherous Three, Lee Scratch Perry, les Bad Brains, ESG ou The Slits,.
La ligne de basse funky de Paul Simonon est inspirée par celle d'Another One Bites the Dust de Queen, elle-même fortement influencée par celle de Good Times du groupe Chic.
Le critique américain Eric Schafer considère This Is Radio Clash comme le premier enregistrement de hip-hop britannique et déclare ceci : « c'est un disque magnifique, audacieux et stimulant qui a des années d'avance sur son temps ; l'un des grands disques de rock des années 1980, il n'a jamais reçu son juste crédit. Vingt-huit ans après ses débuts, s'il sortait aujourd'hui, il brûlerait encore la radio ».
Les paroles sont le reflet des fantasmes anciens de Joe Strummer à propos des radios libres. Elles abordent différents thèmes : les radios pirates engagées (telle Radio Alice en Italie), l'utilisation de la radio pendant la révolution cubaine, ou encore la guerre du Viêt Nam.
La pochette du single est illustrée par un visuel représentant un poste de radio dessiné par le graffeur Futura 2000. Le clip, réalisé par Don Letts, offre, au milieu d'un foisonnement d'images de New York, un panorama de l'univers naissant du rap, du tag et du break dance dans le Sud du Bronx.
La chanson est incluse dans la compilation expérimentale intitulée Disco Not Disco 2 (2002) ainsi que dans le jeu vidéo Battlefield Hardline. Elle apparait brièvement dans l'épisode 4 de la saison 2 de Stranger Things.

## Version 45 tours
Le single 7" contient une face B intitulée simplement Radio Clash, qui est un remix de la chanson titre avec des paroles supplémentaires. Les Clash déclarent à l'époque qu'ils voudraient que les deux chansons soient entendues comme une seule entité. Les deux enregistrements ont la même durée de lecture.
This Is Radio Clash commence par les paroles :
This is Radio Clash on pirate satellite
Orbiting your living room, cashing in the bill of rights.
Et Radio Clash commence par :
This is Radio Clash resuming all transmissions
Beaming from the mountain tops, using aural ammunition.
Les similitudes des enregistrements des faces A et B sèment la confusion non seulement chez les fans mais aussi chez la maison de disques. La face B Radio Clash est incluse sur certaines versions du CD Super Black Market Clash, mais incorrectement répertoriée comme étant This Is Radio Clash. La même erreur se répète sur la version US de la compilation de 2003  The Essential Clash.

## Version 12 pouces
Sur la première face du single 12", This Is Radio Clash est suivie de Radio Clash. La deuxième face contient deux remixes supplémentaires de la (ou des) chanson(s)-titre(s) : Outside Broadcast et Radio Five. En 2006 est publiée une compilation sur CD intitulée Singles Box qui rassemble, pour la première fois depuis la sortie originale en 1981, les quatre versions dans le même ordre, avec la pochette originale.

## Liste des titres

### Single 45 tours
Sorti au Royaume-Uni avec photo de pochette.
Face A
1. This Is Radio Clash — 4:10

Face B
1. Radio Clash — 4:10

### Maxi 45 tours
Sorti au Royaume-Uni avec photo de pochette. Sorti au Canada avec un autocollant de couverture (12EXP 02622).
Face A
1. This Is Radio Clash — 4:10
2. Radio Clash — 4:10

Face B
1. Outside Broadcast — 7:23
2. Radio Five — 3:38

## Personnel
- Joe Strummer : chant, guitare rythmique
- Mick Jones : chant, guitare solo
- Paul Simonon : basse
- Topper Headon : batterie

avec:
- Gary Barnacle : saxophones

## Classements
| Classement (1979-1980)           | Meilleure position |
| -------------------------------- | ------------------ |
| Australie (Kent Music Report)    | 40                 |
| États-Unis (Hot Dance Club Play) | 17                 |
| États-Unis (Mainstream Rock)     | 45                 |
| Nouvelle-Zélande (RMNZ)          | 28                 |
| Royaume-Uni (UK Singles Chart)   | 47                 |
| Suède (Sverigetopplistan)        | 9                  |